# Dasarath Rangasalastadion
Het Dasarath Rangasalastadion is een multifunctioneel stadion in Tripureshwar, Kathmandu. In dit stadion kunnen 17.000 toeschouwers. Het stadion worden vooral gebruikt voor voetbalwedstrijden en culturele activiteiten/evenementen. De Nepalese voetbalclub Three Star Club heeft gebruik gemaakt van dit stadion als thuisstadion. Bij veel internationale voetbaltoernooien die in Nepal worden gehouden wordt gebruikgemaakt van dit stadion.

## Geschiedenis
Het stadion is gebouwd in 1956 en gerenoveerd in 1998. Omdat het stadion het grootste van Nepal is, worden er regelmatig belangrijke evenementen georganiseerd. In 1999 werden in het stadion de Zuid-Aziatische Spelen gehouden. In 2011 werd het stadion opnieuw gerenoveerd, dit keer om te kunnen worden ingezet tijdens de AFC Challenge Cup van 2012. In het stadion werd op 19 maart van dat jaar de finale gespeeld tussen Turkmenistan en Noord-Korea (1–2). Een jaar later werd weer een groot toernooi in het stadion gespeeld, dit keer het Zuid-Aziatisch kampioenschap voetbal. De finale in dit stadion ging toen tussen Afghanistan en India (2–0). 
Op 12 maart 1988 vond een stadionramp plaats tijdens de voetbalwedstrijd tussen Janakpur Cigarette Factory Ltd en Liberation Army. Het had meer dan 80 doden tot gevolg.

## Afbeeldingen

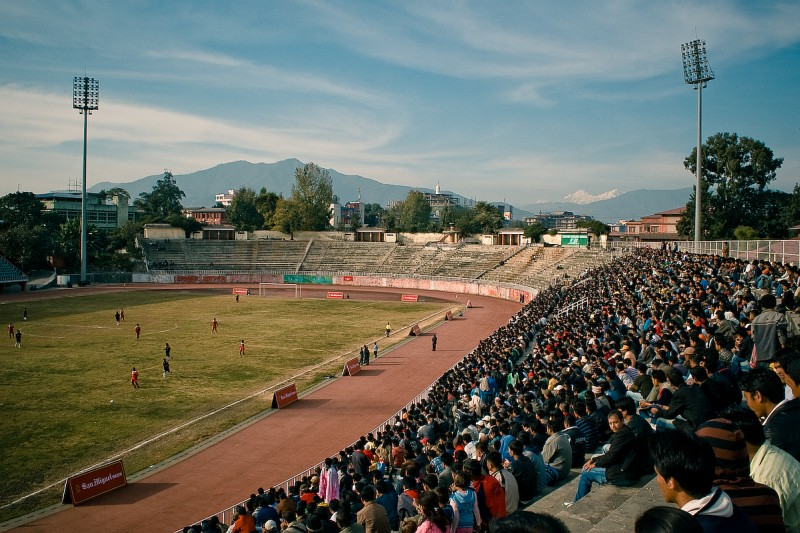
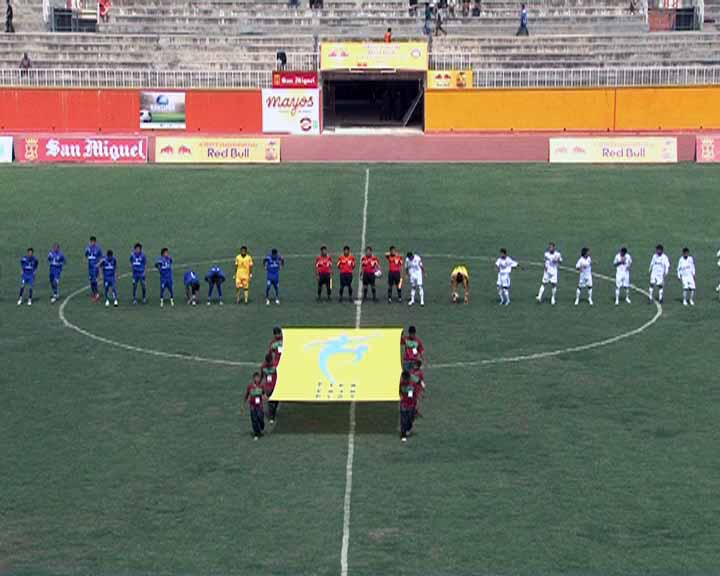